# CineGraph – Lexikon zum deutschsprachigen Film
CineGraph – Lexikon zum deutschsprachigen Film est un ouvrage de référence à feuillets mobiles.

## Contenu
Le manuel, qui est internationalement reconnu comme un ouvrage de référence, contient des informations biographiques et filmographiques sur plus de 1000 cinéastes du monde germanophone. En plus des réalisateurs et des acteurs, des scénaristes, des producteurs, des directeurs de la photographie, des décorateurs, des monteurs, des publicistes et des politiciens du cinéma qui ont joué un rôle dans le cinéma allemand, autrichien et suisse depuis la fin du XIXe siècle. Outre les stars célèbres, l'ouvrage traite également de nombreux cinéastes oubliés ou - en raison de l'évolution politique du moment - évincés.
Il existe deux types d'entrées de base :
- des entrées détaillées (maxi) comprenant une biographie (avec photo, liste des récompenses et références bibliographiques) et une filmographie détaillée. Un grand nombre de ces notices sont complétées par des essais dans lesquels les auteurs analysent de manière critique des aspects importants de l'œuvre des cinéastes traités.
- des bio-filmographies succinctes (mini), qui documentent l'œuvre par une biographie succincte et une liste de titres filmographiques.

## Histoire
Le lexique est conçu à la fin des années 1970 par Hans-Michael Bock en collaboration avec Hans Helmut Prinzler (de) et est publié par la maison d'édition munichoise text + kritik depuis 1984. La base en est CineBase, une vaste base de données filmographique dont la base est techniquement développée par Wau Holland en 1979.
L'éditeur du lexique CineGraph est Hans-Michael Bock, soutenu par une équipe éditoriale - notamment Jörg Schöning, Stephanie Schönbeck et Robert Wohlleben (de) – ainsi que de nombreux correspondants et auteurs internationaux. Il est constamment mis à jour et complété et corrigé par une ou deux livraisons ultérieures par an.
Les entrées sont développées en collaboration avec des cinémathèques allemandes et internationales . Une petite sélection des biographies est disponible sur Internet à l'adresse www.Cinegraph.de et www.filmportal.de consultables.
En 1989, des membres de l'équipe éditoriale de Lexikon fondent l'association CineGraph – Hamburgisches Centrum für Filmforschung e.V. (de), qui organise chaque année depuis 1988 un congrès international d'histoire du cinéma. Depuis 2004, le congrès fait partie du cinefest (de) - Festival international du patrimoine cinématographique allemand, Hambourg, Berlin, Prague, Vienne, Wiesbaden et Zurich.
De nombreuses monographies et manuels d'histoire du cinéma émergent du travail sur le lexique et des événements du centre, par exemple la série CineGraph Buch, qui publie les résultats des congrès, et FILMtext avec des scénarios de classiques du cinéma allemand provenant des archives de la Deutsche Kinemathek.